# Basílica Nossa Senhora da Conceição da Praia
A Basílica de Nossa Senhora da Conceição da Praia é um templo católico de Salvador, capital do estado brasileiro da Bahia.
Foi construída entre 1739 e 1849 — embora obras importantes tenham sido executadas já no século XX, como as mesas de mármore dos altares laterais, datadas de 1947, e o piso marmóreo da nave —, no local onde havia uma capela de taipa de pilão erigida em 1549 por determinação do primeiro governador-geral do Brasil, Tomé de Sousa. É uma das paróquias mais antigas da Arquidiocese de São Salvador da Bahia, e sua atual construção em estilo barroco foi feita toda de pedra de lioz trazida de Portugal. Sua elevação a sacrossanta basílica se deu em 1946. O papa Pio XII declarou Nossa Senhora da Conceição padroeira única e secular do Estado da Bahia.
Recebeu o título de basílica menor por meio da Carta Apostólica Coruscantis sideris, de 7 de outubro de 1946, do papa Pio XII. Se localiza próximo ao Elevador Lacerda e ao Mercado Modelo, sendo muito visitada pelos turistas.

## História
Situada no sopé da montanha que liga a cidade Alta à Baixa, é a terceira construída no local; e todas, sobre o assentamento da primitiva ermida erigida por Tomé de Sousa quando da fundação da cidade, em 1549. Em 1623, o templo foi elevado a Matriz da Nova Freguesia de Nossa Senhora da Conceição da Praia. Em 1736, as confrarias do Santíssimo Sacramento da Imaculada Conceição decidiram reedificá-lo. O projeto, atribuído a Manuel Cardoso de Saldanha, foi enviado de Portugal para ser executado em lioz.
A atual igreja foi iniciada em 1739 e inaugurada em 1765, mas suas obras só foram concluídas em 1849. As plantas foram feitas pelo engenheiro militar Manuel Cardoso de Saldanha, sendo que o executor dos materiais foi o mestre pedreiro Manuel Vicente. O mestre pedreiro arquiteto Eugénio da Mota, de Portugal, preparou as pedras e acompanhou seu transporte para Salvador, ficando responsável também pela edificação do monumento. O objetivo foi criar uma edificação destinada ao culto religioso. A construção compreende, além da igreja, dois corpos laterais que abrigam atividades das Irmandades do Santíssimo Sacramento e da Imaculada Conceição.
Seu interior possui a primeira demonstração mais completa do barroco de dom João V no Brasil, destacando-se a pintura do teto da nave que obedece à concepção ilusionista barroca de origem italiana de autoria de José Joaquim da Rocha. A monumentalidade de sua fachada, de características neoclássicas, é realçada pela implantação das torres em diagonal.

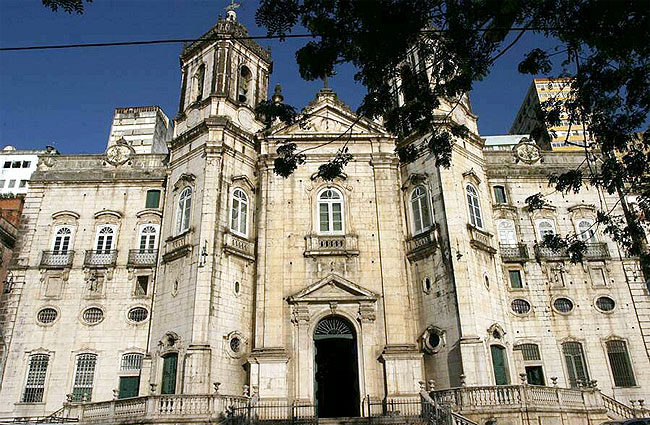
Entrada da Igreja Nossa Senhora da Conceição da Praia

Em 1942, foram feitos reparos na igreja e restauração de portas pelo Instituto do Patrimônio Histórico e Artístico Nacional. Em 1947, houve substituição das mesas de madeira dos oito altares laterais por mármore; em 1956, obras de conservação, limpeza e reparos de emergência; em 1959, obras de conservação e pintura; em 1969/70, limpeza e recuperação da pintura e talha dourada pelo Instituto do Patrimônio Histórico e Artístico Nacional; em 1971, obras de estabilização e restauração da igreja, realizadas sob orientação do Instituto do Patrimônio Histórico e Artístico Nacional. A última restauração ocorreu em 1991, quando o templo teve sua estrutura totalmente recuperada com recursos das empresas do polo petroquímico, repassados através do plano de comunicação social do Comitê de Fomento Industrial de Camaçari.
A Igreja de Nossa Senhora da Conceição da Praia é tombada pelo Instituto do Patrimônio Histórico e Artístico Nacional desde 1938. É dedicada à padroeira do Estado. Dela, partem os cortejos das festas do Senhor Bom Jesus dos Navegantes (1º de janeiro), Conceição da Praia (8 de dezembro) e de Santa Luzia (13 de dezembro).

## O contexto espacial
A Igreja Nossa Senhora da Conceição da Praia está localizada na Rua Conceição da Praia, no bairro do Comércio – Cidade Baixa, em Salvador. A igreja é circundada também pelas ladeiras da Montanha e da Preguiça, sendo que seu principal acesso é feito pela Avenida Contorno. O edifício foi implantado próximo do Porto de Salvador, estando situado no sopé da montanha que liga a cidade Alta à Baixa. O edifício está engastado na rocha viva.
A fachada da igreja está voltada para o noroeste, fazendo com que o sol incida diretamente sobre mesma pelo período da tarde, porém isso não implica, necessariamente, num desconforto térmico, já que o edifício recebe uma brisa marítima constantemente. Existe pouco entorno natural, ficando restrito ao mar, algumas árvores à sua frente e arbustos no topo da montanha atrás da igreja. Ao seu redor, existem alguns casarões antigos bem conservados, com funções comerciais, apresentando cores variadas como bege, azul, amarelo, causando um contraste com o local, e outros em estado de depreciação, necessitando urgentemente de restauro.
A projeção da construção mede aproximadamente 2 562 metros quadrados (58,50 metros por 43,80 metros). A altura do edifício é de aproximadamente 26 metros, gerando um volume total de quase 67 mil metros cúbicos. O monumento está aberto ao público, o que faz com que esteja constantemente ocupado. Nos horários de missa, o edifício é ocupado quase que em sua totalidade. Dez funcionários fazem a manutenção e limpeza da igreja diariamente.

## Desempenho funcional
No edifício, são executadas funções ligadas à religiosidade, como missas, casamentos e batizados. Sendo que a área destinada ao culto religioso, ou seja, a nave da igreja, tem capacidade para 300 pessoas. Praticamente toda a área do edifício está voltada para a função social, já que quase todo o prédio está aberto ao público para o culto, salvo alguns cômodos de uso exclusivo das irmandades, como a sacristia e a primeira sala da ala direita, que são de uso exclusivo dos funcionários.
O edifício tem circulações bem definidas. A porta principal da nave da igreja, nos horários de visitação, fica à disposição exclusiva do público. Nesses horários, os funcionários recorrem a acessos laterais de modo a não congestionar o tráfego de pessoas. O prédio possui corredores laterais de uso exclusivo, salvo em algumas ocasiões, dos funcionários para acesso aos outros aposentos do edifício.

## A forma

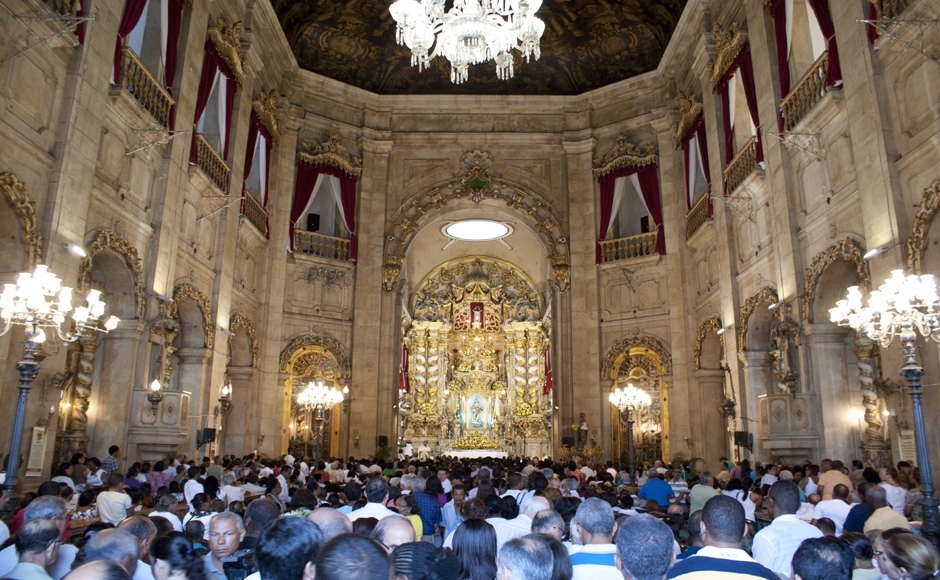
Interior da Igreja, feito de lioz

A igreja apresenta características da arquitetura do Alentejo, adotando partido de 3 corpos separadas por corredores longitudinais, dando, aquele da esquerda, acesso a um pátio com chafariz, de onde parte escadaria em mármore para a sala de irmandade. Sua planta de transição apresenta capelas laterais, típicas do século XVII, e corredores com tribunas superpostas, do começo do século XVIII, cujo acesso se dá por galerias cegas, similares aos trifórios das igrejas medievais. A nave oitavada é uma transição entre a forma retangular seiscentista e a poligonal, frequente no século XVIII. Seu interior é a primeira demonstração completa do barroco de dom João V no Brasil. O teto da nave obedece à concepção ilusionista barroca de origem italiana.
A monumentalidade de sua fachada, de características neoclássicas com uma série de ornamentos joaninos, é realçada pela implantação das torres em diagonal. A fachada excessivamente alta e estreita da igreja dá uma impressão de alongamento do edifico. Além de possuir um contraste de superfícies produzido pela colocação diagonal das duas torres, o que dá extraordinária qualidade de movimento a toda a frontearia da Igreja.

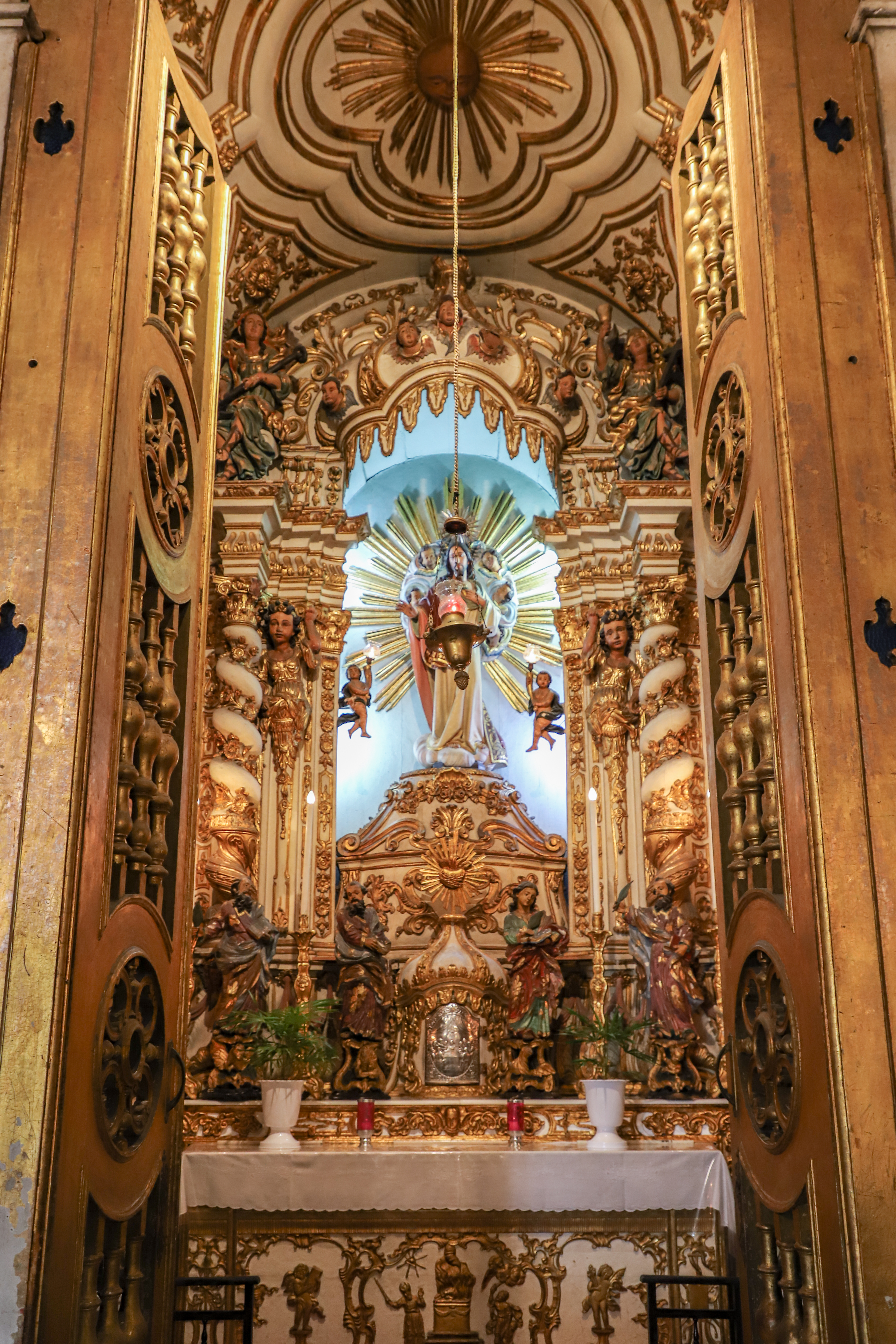
Retábulo

Na igreja, aparece um tipo de acabamento curvado de grande projeção, que se repete nas três portas e quatro janelas da fachada principal, e, na última cornija da torre, assim como em todos os vãos do corredor lateral, e, em combinação com janelas ovais nas paredes da nave e da capela-mor. A implantação de nichos ocupados pelos altares da nave aumenta a impressão de largura da nave, produzindo uma estrutura quadrada, de espaço concentrado, dominado pela vasta nave aberta, cuja forma sugere a alguns uma salão de festas, a outros um armazém.
A planta da nave da igreja é larga e comprida (28,50 metros por 19,80 metros), termina nas extremidades do eixo principal com uma área poligonal de três faces. Entre estas paredes e quatro portas, que dão comunicação com os corredores, há três altares laterais em cada lado, instalados em capelas quadradas de bastante profundidade. As aberturas das capelas e portadas formam, na parte inferior da nave, uma cadeia de doze arcos iguais, dominados pelo ritmo do arco imenso da capela-mor, erguendo-se altíssimo para fazer a ligação com os arcos das tribunas do andar superior.
O restante da estrutura representa uma solução ditada pelas convenções da arquitetura prévia luso-brasileira. São dois corredores situados nas alas do edifício conduzindo da entrada até o fundo da capela-mor. Toda a superfície da capela-mor é ocupada por painéis retangulares, que vão até os óculos das paredes laterais.
Durante o dia, a iluminação da igreja é feita naturalmente através das janelas e dos óculos, com destaque para o altar-mor, que é iluminado através da lanterna situada no teto. À noite são usadas luminárias modernas instaladas recentemente.

## O sistema construtivo
Trata-se de uma igreja pré-fabricada em Portugal, em pedra de Lioz, que chegou ao Brasil em pedaços separados e numerados. Eugênio da Mota, como dito anteriormente, foi expressamente contratado para montar o "quebra-cabeças arquitetônico", e sua permanência no Brasil foi prolongada até o final dos trabalhos.
O procedimento de preparar as peças construtivas em Portugal não se limitou aos elementos que requeriam a intervenção de artesãos especializados, mas também, frequentemente, incluiu as mais simples fundações que sustentam as paredes. As paredes de pedra lioz da igreja, quase sem enfeites, são divididas por uma grandiosa ordem de pilastras dóricas, sustentando, ao redor da nave inteira, a calha real.
Como tantas outras construções coloniais de principal importância, a matriz da Conceição da Praia oferece sua fachada como atração capital. A parte exterior é de pedra importada, o resto sendo de pedra e cal irregularmente composto e pintado de branco. A nave e a capela-mor são totalmente revestidas de pedra lioz, cujas tonalidades projetam calor a todo o interior.
Ao lado das duas sacristias da igreja, separadas por um par de depósitos, segue um pátio com seu chafariz de mármore. A ala da esquerda termina com a escadaria de amplas proporções; a outra é de menos interesse, com exceção das abóbadas das salas de reunião e de depósito.
O pavimento da nave é contemporâneo, composto de mármores policromos portugueses, que veio substituir o primitivo, formado por tampas de madeira.

## Detalhes e acabamentos

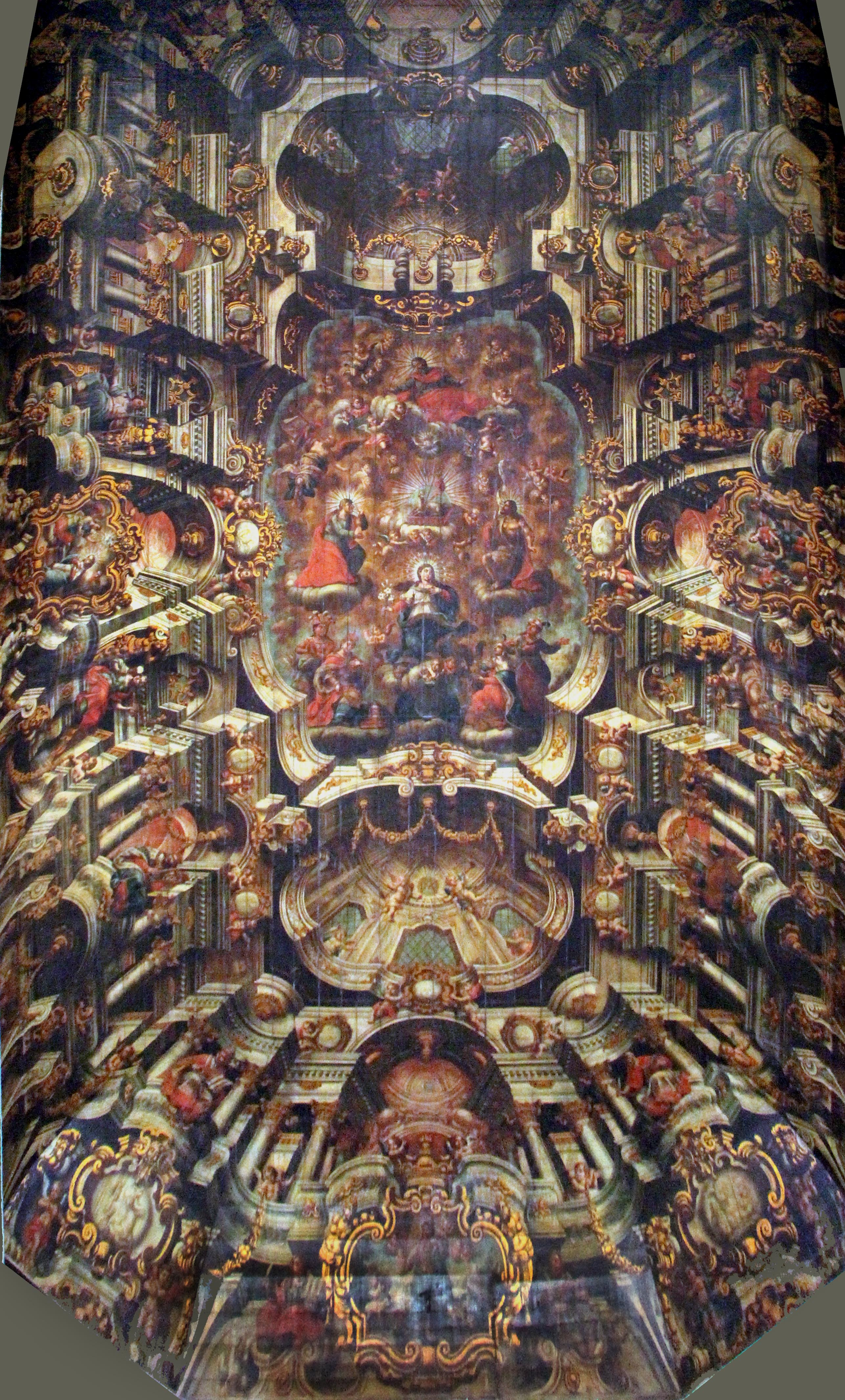
Pintura no teto da nave, de autoria de José Joaquim da Rocha

O piso, de mármore em forma de estrelas, possui duas cores, alternando entre o branco e o vermelho. Nos batentes dos marcos retalhados das portas da nave, há uma sugestão da qualidade das linhas das janelas de fora. Em cima das padieiras, há quadros pintados postos em molduras de madeira de linhas caprichosas e detalhes de estilo rococó, da época de 1760. Assim também são as sanefas dos arcos, que estilisticamente conduzem aos lambrequins e balaustradas de talha de madeira dourada da parte superior da nave, dando relevo e animação. O altar-mor também é feito de madeira talhada e dourada.
O corredor esquerdo conduz a um pátio com chafariz, onde nasce larga escadaria de mármore que leva à sala dos irmãos. Possui, na antessacristia, azulejos do tipo grinalda (século XVIII), e, na sacristia, azulejos de 1960. Na sacristia, exibe-se um ladrilho em mármore com bacia em concha.
A pintura do forro da nave é um vasto quadro tradicionalmente aceito como obra de José Joaquim da Rocha. Ela pertence à categoria chamada de "pintura de perspectiva" ou ilusionista, porque procura enganar os olhos do observador com falsa arquitetura e espaço ilusório. O assunto do quadro é a glorificação da santíssima Virgem da Imaculada Conceição, que aparece coroada de estrelas, em cima do seu símbolo particular – a lua nova. Aos seus pés, se veem quatro mulheres festivamente vestidas para lhe fazer homenagem. As duas à esquerda devem representar a América e a Europa. À direita, a Ásia e a África completam o grupo das quatro partes do mundo. Em cima da Virgem, figura a santíssima trindade, com o Agnus Dei adorado por são João Evangelista e o Santo Precursor.